# MV Agusta 600
Die MV Agusta 600, auch MV Agusta 600 4C oder MV Agusta 600 Turismo, war ein Motorrad des italienischen Fahrzeugbauers MV Agusta, das von 1966 bis 1970 gebaut wurde. Erstmals wurde in einem Serienmotorrad ein Vierzylindermotor quer zur Fahrtrichtung eingebaut; auch die seilzugbetätigten Scheibenbremsen waren eine Neuheit. Von diesem Modell wurden insgesamt 127 Exemplare gefertigt.

## Entwicklung
Piero Remor konstruierte für MV Agusta einen Rennmotor für die Motorrad-Weltmeisterschaft auf Basis der Gilera-Vierzylinder, für die er früher verantwortlich gewesen war. Der Motor der MV 500/4 Cardano aus dem Jahre 1950 war um 30 Grad nach vorn geneigt, hatte zwei obenliegende Nockenwellen. Zwischen dem 2. und 3. Zylinder befand sich der Schacht für die Stirnräder des Nockenwellenantriebs, Bohrung und Hub lagen bei 54 mm, die Ein-/Auslassventile hatten eine 90-Grad-Stellung zueinander. Hinter dem Kurbelgehäuse war das Getriebe querliegend eingebaut.
Auf Basis dieses Rennmotors entwickelte MV Agusta einen Serienmotor mit geringerer Verdichtung, Leistung und Nenndrehzahl, um die Standfestigkeit zu erhöhen. Die Fertigung des ersten Motorrads mit quer eingebautem Reihenvierzylinder wurde 1950 von MV Agusta angekündigt, ein Prototyp (500 Tourismo R19) vorgestellt, jedoch nicht in Serie gefertigt. Erst im November 1965 wurde das Modell MV Agusta 600 vorgestellt.

## Hintergrund
MV Agusta, und vor allem Unternehmenschef Conte Domenico Agusta, wollten verhindern, dass Privatfahrer mit der Quattro Cilindrica auf der Rennstrecke gegen die Maschinen des offiziellen Werksteams Reparto Corse antraten. Aus diesem Grund wurde in die MV Turismo 4C einiges „hineinkonstruiert“, das vom Einsatz im Rennsport abhalten sollte. Zum Beispiel wurde der Motor, der direkt von den 500-Vierzylinder-Corse-Versionen abgeleitet war, mit denen John Surtees, Gary Hocking und Mike Hailwood seit 1956 nahezu ununterbrochen von Erfolg zu Erfolg fuhren, auf 600 cm³ Hubraum vergrößert und mit einem Kardanantrieb versehen, um Ambitionen für einen Renneinsatz zu unterbinden. Außerdem wurde das neue Modell 1965 bei seiner Vorstellung auf dem Mailänder Autosalon ganz bewusst als „Turismo 600“ (also als Tourenmaschine) mit einer starken Gewichtung auf die Begriffe Luxus und Komfort präsentiert. Werkseitig wurde die Maschine stets in Schwarz lackiert, es wurden jedoch auch ein blaues und ein gelbes Sondermodell hergestellt. Es gab außerdem das Gerücht, dass ein Exemplar in Rot lackiert sei, was jedoch nicht in den Werksunterlagen verzeichnet ist. Der Preis für eine neue MV Turismo 4C lag 1965 bei 1.160.000 Lire.

## Technische Daten
Der luftgekühlte Vierzylindermotor wurde quer eingebaut, wie später bei der Honda und Kawasaki. Das Kernstück der MV-Agusta-Vierzylinder bildet das sogenannte Bankett, ein Steuer- und Lagergehäuse; daran waren Kurbeltrieb, Zylinder und Zylinderkopf montiert. Das Bankett nahm die aus neun Teilen zusammengesetzte Kurbelwelle in sechs Lagerböcken auf, ebenso die Stirnräder im Steuerturm für den doppelten Nockenwellenantrieb. Nach dem Lösen von zwölf Muttern konnten die auf dem Bankett montierten Einheiten herausgehoben werden. Besonders auffällig waren die feine Verrippung der Kühllamellen sowie der wegen des doppelten Nockenwellenantriebs überdimensionale Zylinderkopf. Das quer eingebaute Kassettengetriebe wurde vom Motor durch eine verzahnte Kurbelwange angetrieben. Über einen spiralverzahnten Kegelrad-Winkeltrieb war es mit der Kardanwelle zum Hinterrad verbunden.
Eine Neuheit waren die seilzugbetätigten Scheibenbremsen an der Teleskopgabel, die bei späteren Versionen durch die Duplex-Trommelbremse ersetzt wurde.
Der Motor wurde nach Anweisung des Grafen Agusta in ein Tourenfahrwerk eingebaut. Der große rechteckige Scheinwerfer, der bucklige Tank und ein hochgezogener Lenker waren nicht ideal für Sportfahrer, die von der Marke angesprochen werden sollten. In der schwarzen Lackierung wurde das Motorrad auch mit dem Spitznamen Schwarzes Schwein belegt und als eines der hässlichsten Motorräder seiner Zeit bezeichnet.
Nachdem das leistungsstärkere und formschönere Modell MV Agusta 750 S im Jahr 1970 vorgestellt wurde, war das Ende des ungeliebten Motorrads, das offiziell nicht nach Deutschland importiert wurde, erreicht. Die MV Agusta 600 gilt heute als das meistgesuchte und teuerste Modell der älteren MV Agusta Motorräder.

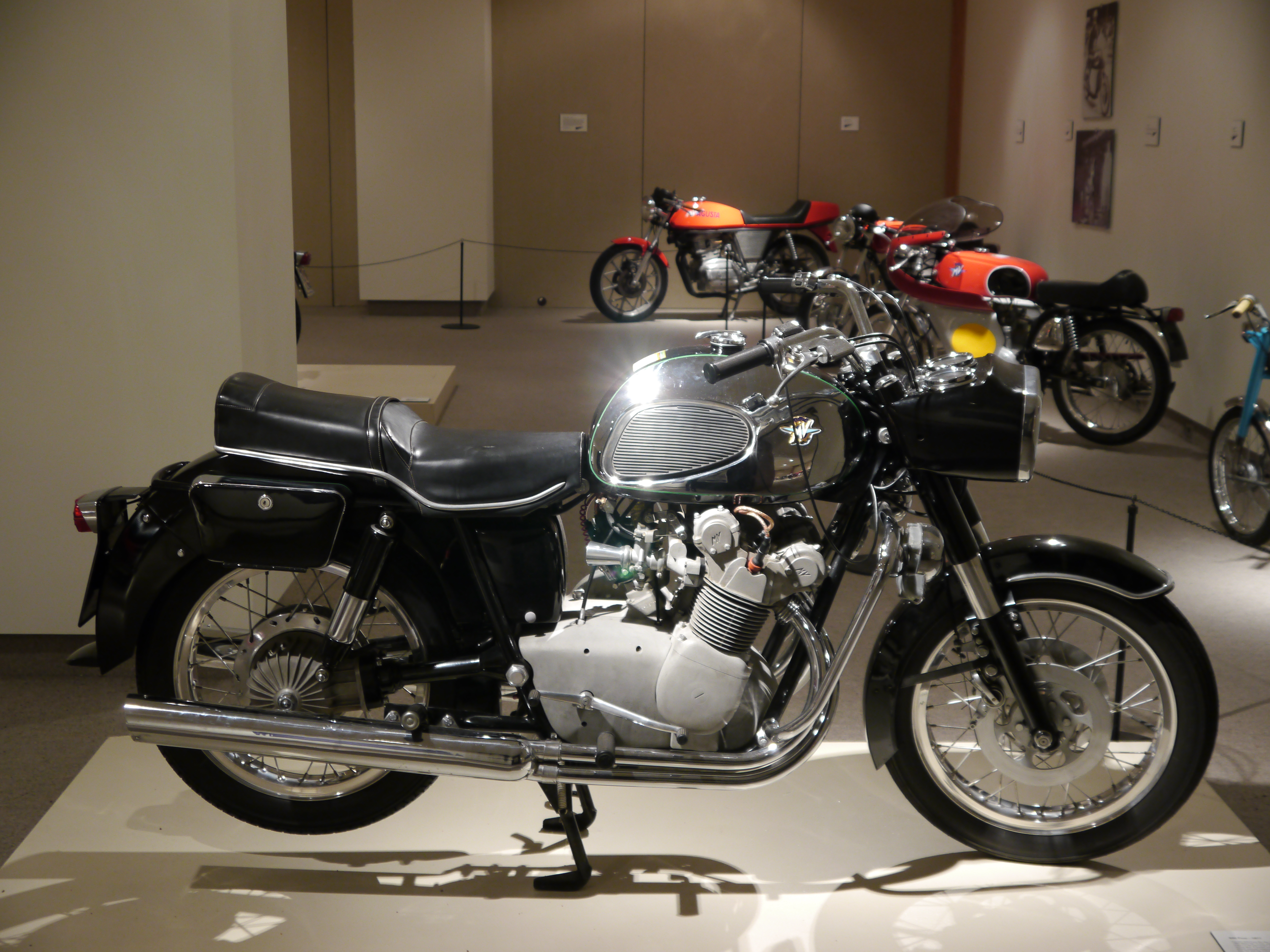
Antriebsseite der 600 Turismo 4C mit der Kardanwelle
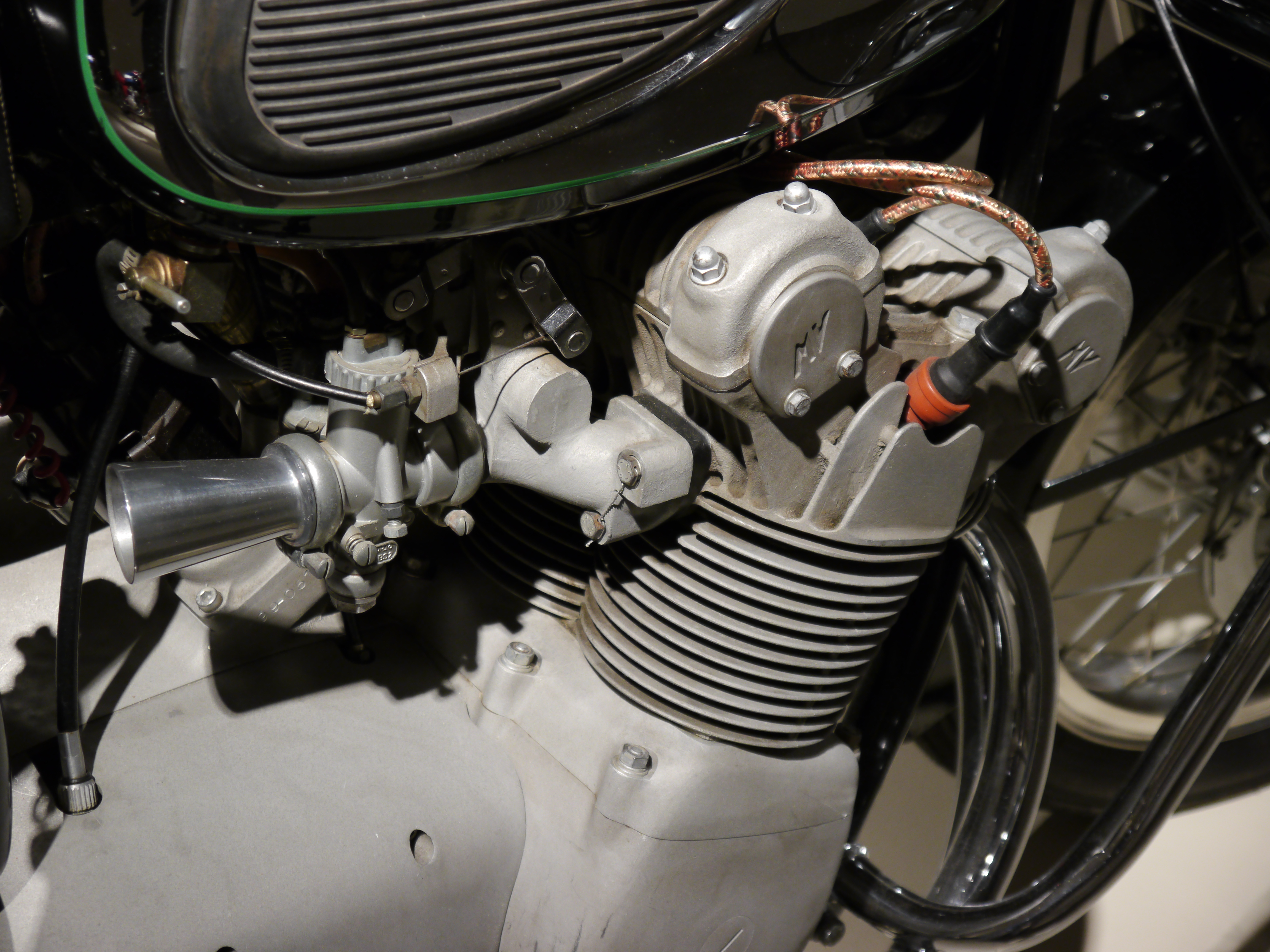
Die eng angelegten Kühlrippen des quer eingebauten 4-Zylinder-Reihenmotor
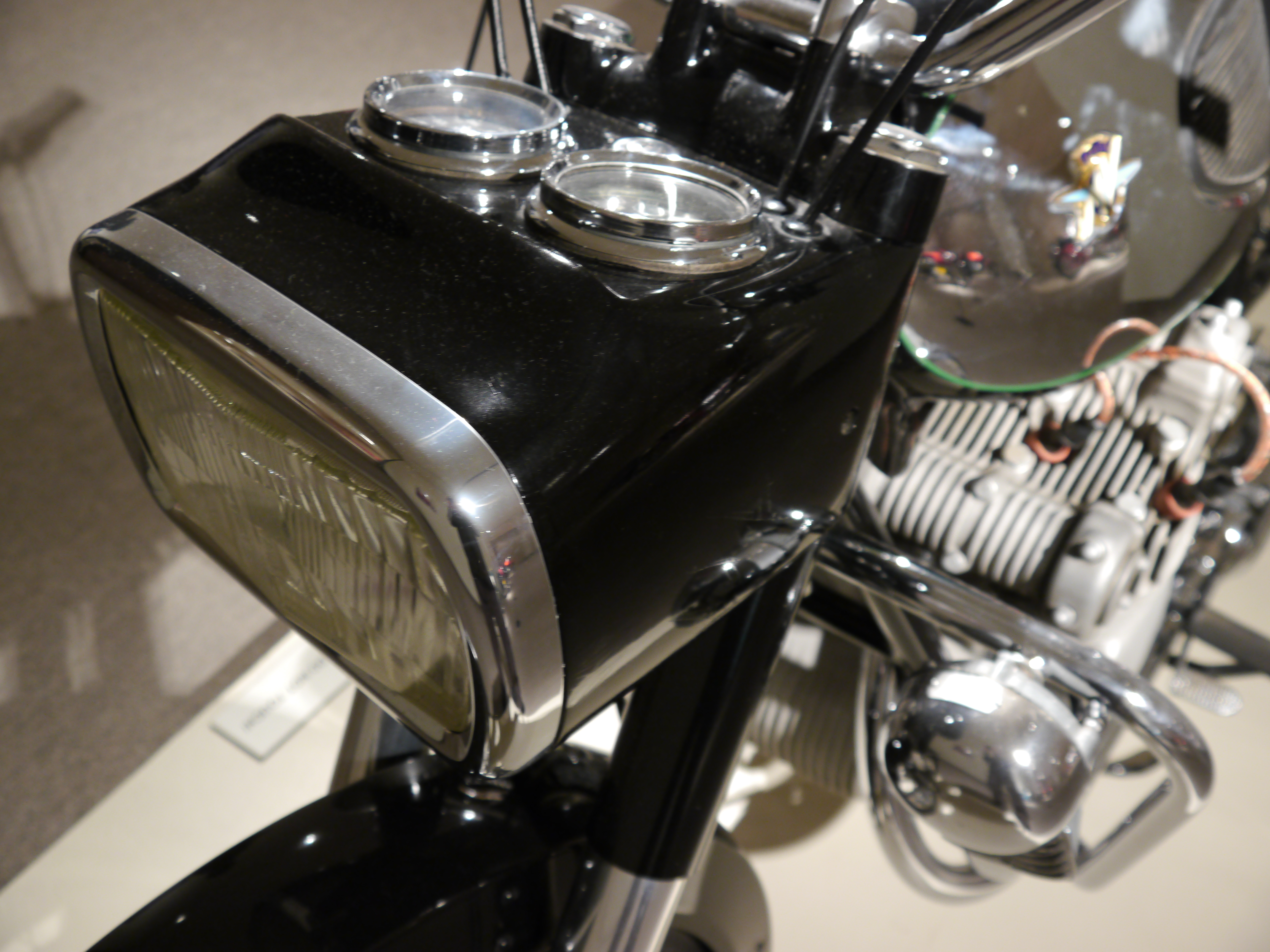
Der eckige Scheinwerfer war eines der besonders kontrovers diskutierten Elemente der MV 600 4C

## Umbauten
1969 trat der österreichische Motorradrennfahrer Wolfgang Stropek mit einer stark modifizierten MV Agusta 600 4C beim finnischen 500 GP an. Er belegte im Rennen den zehnten Platz (allerdings drei Runden hinter Giacomo Agostini auf der Werks-MV Agusta 500 Tre). Das Motorrad war mit einer Verkleidung, Kettenantrieb (statt dem ursprünglichen Kardanantrieb) und einem Motor mit reduziertem Hubraum ausgestattet, um dem Reglement in der 500-cm³-Kategorie zu entsprechen.
1971 verwendete der italienische Motorrad-Designer Massimo Tamburini eine MV Agusta 600 4C als Basis für einen umfangreichen Umbau: Das Fahrgestell wurde versteift, die Dämpfungskomponenten wurden durch Ceriani-Teile ersetzt und die seilzugbetätigten vorderen Scheibenbremsen sowie die ursprüngliche hintere Trommelbremse, die für den Sporteinsatz ungeeignet war, wurden durch leistungsstarke Fontana-Trommelbremsen ersetzt. Der Motor erhielt den Zylinderkopf, die Zylinder und die Kolben der MV 750 Sport, die Nockenwelle wurde überarbeitet und es kamen vier Dell’Orto SS 24 Vergaser zum Einsatz. Der Kardanantrieb wurde durch eine Kette ersetzt.
Aus ästhetischen Gründen wurde das ursprüngliche Motorrad ohne Verkleidung in eine Straßenversion (quasi ein frühes Naked Bike) der bekannten GP-Motorräder verwandelt, wie sie zum Beispiel Giacomo Agostini fuhr. Diese Überarbeitung fand die Anerkennung der MV-Enthusiasten (einschließlich Angelo Bergamonti, der die Maschine testete), aber die Missbilligung des Conte Domenico Agusta. Das überarbeitete Motorrad wog etwa 200 kg (rund 20 kg weniger als die ursprüngliche 600er) und der 69-PS-Motor (im Vergleich zu den 52 PS/38,2 kW der ursprünglichen 600 Turismo) ermöglichte eine Geschwindigkeit von mehr als 220 km/h mit einer deutlichen Leistungssteigerung sogar im Vergleich zur zeitgenössischen 750 S.
Tamburini, 1973 einer der Mitgründer von Bimota, verkaufte dieses Motorrad, das ein Einzelstück blieb, einige Zeit später. Es ging durch die Hände mehrerer Besitzer und wurde 2002 erneut teilweise umgebaut. Die Maschine befindet sich heute in einer Privatsammlung in Bologna.